# Copris reflexus
Copris reflexus är en skalbaggsart som beskrevs av Fabricius 1787. Copris reflexus ingår i släktet Copris och familjen bladhorningar. Inga underarter finns listade i Catalogue of Life.